# Romane Binckly
Article en attente..